# NGC 1450-1
NGC 1450-1 is een elliptisch sterrenstelsel in het sterrenbeeld Eridanus. Het hemelobject werd op 22 oktober 1886 ontdekt door de Amerikaanse astronoom Lewis A. Swift.

## Synoniemen
- PGC 13775